# أبو حسن (دير الزور)
أبو حسن هي قرية سورية تقع في ناحية هجين من منطقة البوكمال في محافظة دير الزور.